# 戴禧
戴禧，福建福州府闽县人，明朝政治人物、進士出身。

## 生平
永樂九年，福建乡试中舉。永樂十三年，登乙未科進士， 擔任廣東按察使司副使。